# María Luisa Piraquive
María Luisa Piraquive (Chipatá, Santander, 10 de febrero de 1949),
conocida también como Hermana María Luisa, es una dirigente cristiana y filántropa colombo-estadounidense, su nombre de soltera es María Luisa Piraquive Corredor. Es cofundadora y líder mundial de la IDMJI (Iglesia de Dios Ministerial de Jesucristo Internacional),
y presidenta de la FIMLM (Fundación Internacional María Luisa de Moreno).
Viuda del pastor colombiano Luis Eduardo Moreno (1934‑1996), madre de la empresaria Alexandra Moreno Piraquive (1969‑) y de la diaconisa Perla Moreno Piraquive (1975‑), abuela de la cantautora y cineasta Lisa Marie Wills Piraquive. En 2024 el Presidente Joe Biden le concedió el premio The President's Lifetime Achievement Award

## Biografía

### Primeros años
María Luisa Piraquive nació el 10 de febrero de 1949 en Chipatá, una pequeña población al suroccidente de Santander,
siendo la tercera de diez hermanos, seis mujeres y cuatro hombres, y criada en un ambiente católico.
Cuando ella tenía 4 años, sus padres se mudaron al pueblo de Sáchica en Boyacá, donde su padre, un teniente de la Policía Nacional de Colombia, fue juez y alcalde; más tarde migraron a Bogotá, donde ella trabajó fabricando frazadas,
desempeñándose como modista por 23 años.
Piraquive afirma que a los 7 años, en Sáchica, tuvo un sueño con Jesucristo en el que también se manifestó el Espíritu Santo, que ―según ella― le cambió la vida. Cuando tenía 16 años, ya en Bogotá, conoció a través de su hermana Beatriz al pastor pentecostal Luis Eduardo Moreno, con el que se casaría un año después.

### Fundación de la IDMJI (Iglesia de Dios Ministerial de Jesucristo Internacional)

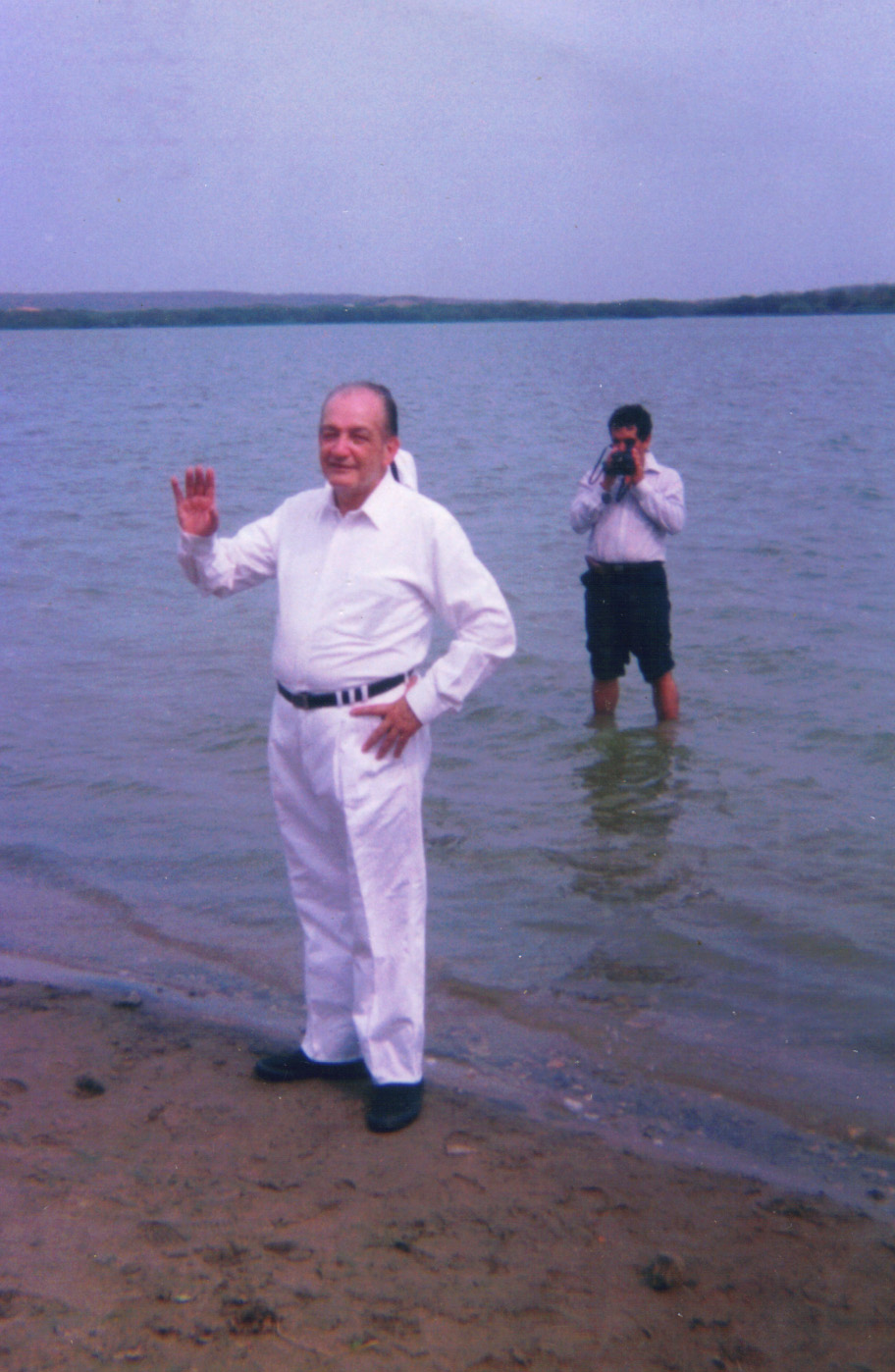
Luis Moreno saluda durante un bautismo en un río colombiano.

A partir de 1968 empieza a recibir mensajes espirituales por medio de las profetizadoras evangélicas Dora y Celita Tricoche donde se le anunciaba liderar un ministerio grande. En 1972, María Luisa, su esposo, una pareja más y su suegra, fundaron en la ciudad de Bogotá la IDMJI (Iglesia de Dios Ministerial de Jesucristo Internacional). Cinco años después la iglesia abrió por primera vez, una segunda sede, y fue en la Ciudad de Panamá.
Una vez graduada como Licenciada en Lingüística y Literatura, trabajó como profesora durante tres años, en un colegio de la capital colombiana.
Al morir Luis Eduardo Moreno en 1996, María Luisa asume el liderazgo de la congregación,
a partir de este momento la Iglesia Ministerial experimenta una amplia expansión internacional.

### Constitución de la FIMLM (Fundación Internacional MaríaLuisadeMoreno)
El 23 de abril del año 2000, Piraquive constituye la FIMLM (Fundación Internacional María Luisa de Moreno), iniciando sus labores ante Cámara de Comercio el 17 de julio del 2000, día en que la fundación celebra su aniversario.

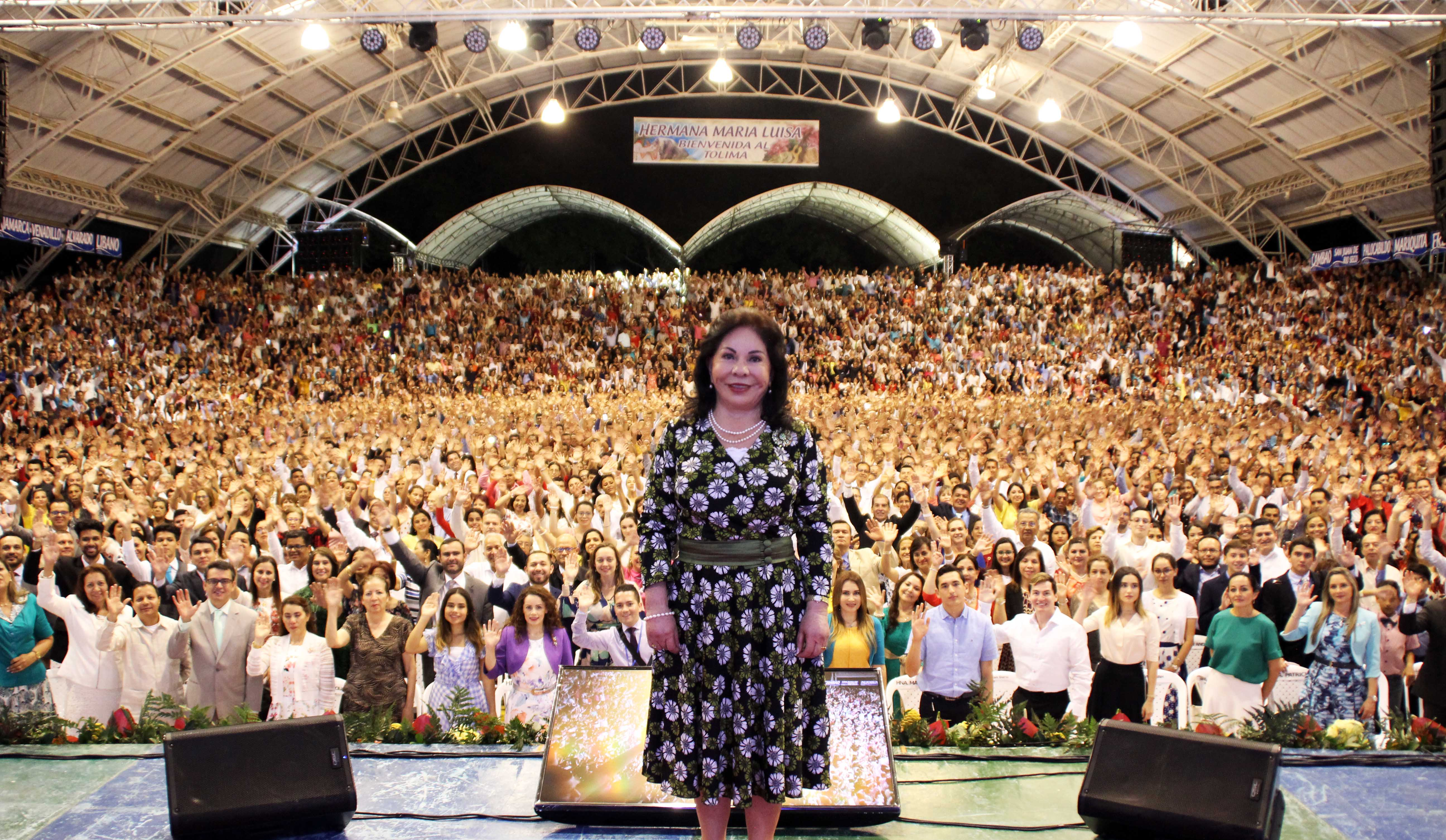
María Luisa Piraquive en un estudio bíblico de la IDMJI (Iglesia de Dios Ministerial de Jesucristo Internacional).

Se forma como una entidad sin ánimo de lucro
que presta asistencia social a poblaciones vulnerables,
con presencia en varios países latinoamericanos,
Canadá y la Unión Europea.

### Educación
Piraquive realizó de manera presencial su escuela básica primaria en Sáchica.
Una vez casada, en Bogotá, por medio de su esposo realizó estudios bíblicos con el material de la ACA (Academia Cristiana del Aire), en 1968 estudió de manera presencial Sagradas Escrituras en el Instituto Bíblico Mizpa (hoy Universidad Pentecostal Mizpa) en San Juan (Puerto Rico).
Estudió bachillerato normalista por radio en el Colegio Normal Nacional, donde se graduó como maestra de escuela en 1988.
Después hizo estudios universitarios a distancia,
obteniendo en 1993
el título de Licenciada en Lingüística y Literatura de la Universidad de La Sabana.
El 23 de marzo de 2000 se gradua como especialista en Docencia Universitaria de la Universidad Libre de Colombia.
El 20 de junio de 2019, obtiene el grado académico de Doctora (Ph.D.) en Derecho Internacional de la Universidad Central de Nicaragua (UCN).

## Obras
María Luisa continúa la labor del pastor Luis Eduardo Moreno predicando el cristianismo protestante desde una perspectiva neopentecostal, y por tanto enfatiza en la importancia de la manifestación en los creyentes en Cristo de los dones del Espíritu Santo, tales como hablar «lenguas angélicas», realizar «sanidades», practicar milagros y profetizar el futuro. Asegura que fundamenta su mensaje en la versión Reina-Valera 1960 de la Biblia,
conforme al canon bíblico protestante, haciendo uso de disciplinas como la hermenéutica bíblica y la exégesis bíblica. En su teología evita el extremismo tanto fundamentalista como el liberal, sistematizando un bloque doctrinal que pudiera calificarse de cristianismo moderado, en un marco de restauración del cristianismo.
Su predicación es transmitida cada semana en el canal de YouTube de la Iglesia de Dios Ministerial de Jesucristo Internacional, que a su vez es proyectada en el servicio dominical de todas las salas de oración de la Iglesia Ministerial. En su canal personal de YouTube ―donde publica algunas de sus cristianas reflexiones― alcanzó los 408 000 suscriptores (a 2025).
Desde el 9 de septiembre de 2022 la iglesia que preside es la institución basada en la fe, liderada por una mujer, más numerosa y extendida en el planeta. Siendo la Líder Mundial de la IDMJI, es reconocida por está organización religiosa como Apóstol y Profetisa. 

### Instituto bíblico

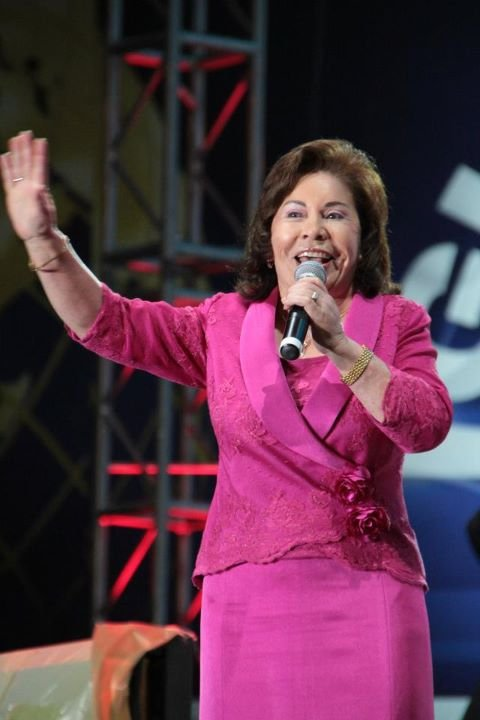
María Luisa Piraquive en los 40 años de la Iglesia de Dios Ministerial de Jesucristo Internacional en 2012.

Es la principal docente en el Instituto Bíblico Ministerios y Dones, donde se forman los futuros pastores de cada sala de oración de la Iglesia Ministerial.

### Escritos
Ha publicado varios libros sobre el cristianismo y la religión en general, entre los más conocidos se cuentan los siguientes:
- 2001: Vivencias, su autobiografía. El prólogo fue escrito por el exviceministro Carlos Alberto Baena. Traducido ya a seis idiomas. Se reeditó en 2018.
- 2021: La libertad religiosa es todo menos religiosa, coautora (con otro pastor evangélico no mencionado). Funza (Colombia): Alcaldía de Funza, 2021.
- 2024: ¿Cuál es el aporte del sector religioso a la sociedad?, coautora (con otro pastor evangélico no mencionado). Busca defender la libertad religiosa como hecho organizacional en torno a lo trascendente, de gran contribución a la humanidad. Es distribuido gratuitamente por la FIDMJ en su página web.

- Himnos y coros. Es la compiladora de centenas de himnos y coros de alabanza a Dios, que quedaron ensamblados en un himnario y corario, libro de amplio uso en la congregación que lidera, y ha sido traducido a varios idiomas.

### Canto
Piraquive es la voz principal de los himnos y coros que suenan en la congregación. Estos a su vez, han sido publicados en discos compactos en 12 álbumes de himnos y 6 álbumes de coros, ya han sido entonados por Piraquive también en inglés.

## Vida personal
A los 17 años de edad, en septiembre de 1966,
se casó con el pastor Luis Eduardo Moreno, con quien tuvo cinco hijos.
Catorce años después de haber enviudado, se casó con el arquitecto mexicano Humberto Alfonso Romero Medina, con quien vive en el área metropolitana del Sur de la Florida.
Su hija Alexandra Moreno Piraquive fue Senadora de Colombia, su nieta Lisa Marie Wills Piraquive es cantautora y cineasta; su sobrino Manuel Virgüez Piraquive fue submarinista de la Armada de la República de Colombia, es senador de su país y presidente del Partido MIRA; su sobrino Darío Falcón Piraquive fue viceministro de Trabajo de Panamá; su también sobrino Samir Bedoya Piraquive es concejal de Bogotá; su sobrino político, el exviceministro del Interior de Colombia;
Carlos Alberto Baena es el «pastor general» de la Iglesia Ministerial.

## Controversias
En 2003, María Luisa hizo expulsar de la iglesia a su hijo Iván Darío Moreno Piraquive por hacer apología a las prácticas homosexuales y lésbicas, con el consiguiente aislamiento social en la comunidad religiosa fundada por sus propios padres, que terminó haciendo que los ministerialistas se retiraran de su instituto de idiomas. La expulsión se enmarcó en un contexto de tensiones en la familia fundadora, iniciándose con ello una exposición mediática de la congregación, que hasta ese momento se había mantenido alejada de todo tipo de difusión informativa.
Para 2006, Iván Moreno Piraquive interpuso una denuncia contra su madre, María Luisa Piraquive, líder de la iglesia, por presuntas irregularidades relacionadas con la muerte natural en Bogotá de su padre, Luis Eduardo Moreno, en 1996, y por falsedad en documentos relacionados con la herencia familiar. En la denuncia, Iván Darío cuestionó la legitimidad del certificado de defunción y la inscripción de un supuesto hermano en el registro civil, lo que afectaba la repartición de la herencia.

[En 2005 me enteré] de que mi madre había registrado a Carlos Eduardo Moreno Piraquive como su hijo en el registro civil, teniendo en cuenta que él es realmente hijo de mi hermana Alexandra Moreno Piraquive [senadora del partido Mira]. Al hacerlo incurrió en una falsedad que está interfiriendo en mi patrimonio, pues en la liquidación de la herencia de mi padre, que se encuentra en proceso, Carlos Eduardo aparece como un hermano más. [...] 
 El certificado de defunción de mi padre fue expedido por un médico que yo nunca conocí como médico de la familia, el cual decía que la causa del deceso había sido por una enfermedad coronaria que supuestamente mi padre sufría. 
 Como hijo y testigo presencial del hecho puedo decir que mi padre no sufría de alguna enfermedad coronaria, pero no entendí por qué no se le practicó una autopsia para establecer la causa de su fallecimiento. Hace poco me enteré por mi primo, Óscar Jair Bedoya Piraquive, que a mi padre no le fue practicada la autopsia por cuanto la señora María Luisa Piraquive había argumentado en ese momento que el Espíritu Santo lo iba a resucitar, pero que era imprescindible no dejarlo llevar al CTI, porque si realizaban la autopsia, entonces no iba a poder resucitar. [...] 
 Teniendo en cuenta las acciones de la señora María Luisa Piraquive, presumiblemente al margen de la ley, quisiera que estos hechos sean investigados por la Fiscalía, que sea exhumado el cuerpo de mi padre y le sean practicados los exámenes pertinentes para establecer la causa de su deceso. Y, además, que sea realizado un examen de ADN para demostrar que Carlos Moreno Piraquive no es mi hermano ni hijo de María Luisa Piraquive y de Luis Eduardo Moreno, sino hijo de Alexandra Moreno Piraquive.
Iván Darío Moreno Piraquive

Se abrió inmediatamente la posibilidad de exhumar su cuerpo, que había permanecido sepultado 22 años (desde su funeral en 1992), cuyo dictamen médico al momento del deceso (62 años de edad) había sido causa natural (infarto agudo de miocardio).
Finalmente ese hijo se retractó de su denuncia, aduciendo que la había presentado por haber sido manipulado por un malqueriente de su madre. También retiró el pedido de que se le practicara una autopsia al cadáver de su padre.
El miércoles 12 de febrero de 2014 la pastora Piraquive se presentó voluntariamente a la Unidad de Lavado de Activos de la Fiscalía colombiana para dar su versión durante siete horas, sobre una investigación del 2010 que había sido archivada el 10 de noviembre de 2011, pero reabierta con ocasión de la exposición mediática de ese año. Aseguró que los únicos tres inmuebles que son de su propiedad son muy aparte del patrimonio institucional de la iglesia que preside. Piraquive negó tajantemente todas las acusaciones y las atribuyó a retaliaciones de personas que habían sido retiradas de la Iglesia Ministerial por comportamientos contrarios a las creencias de la Congregación.
Finalmente la Unidad de Justicia y Paz de la Fiscalía General de la Nación informó que no encontró nexos de María Luisa Piraquive con bandas delincuenciales, de lo cual, en julio de 2014 la Fiscalía General informó que no hay pruebas de lavado de activos
ni de vínculos con organizaciones de narcotráfico, dicha ausencia de vínculos con el narcotráfico de Piraquive y su iglesia, fue ratificada por la Fiscalía General de la Nación el 16 de enero de 2020.
En enero de 2014, Carlos Alberto Baena (senador del partido MIRA) y María Luisa Piraquive fueron citados en su calidad de representantes legales de la Iglesia de Dios Ministerial de Jesucristo Internacional, por presuntas inconsistencias presentadas en los informes contables declarados a la DIAN y los registros de movimientos de dinero en el sistema financiero, entre los años 2003 y 2006.
Ese mismo mes (enero de 2014) se desató una polémica a causa de unas declaraciones en video de Piraquive por las que fue acusada de discriminar personas discapacitadas. Después de que un juzgado penal la encontrara no responsable por el delito de calumnia pública, sobre una Acción de Tutela de Derechos Fundamentales, las autoridades judiciales manifestaron que Piraquive no incurrió en discriminación individual, decisión que fue apelada por el accionante, pero ratificada, en el sentido absolutorio para Piraquive, por el tribunal de segunda instancia, y dictaminó que no se cometió vulneración a los derechos fundamentales del accionante de la tutela, pues este no era miembro de la congregación. Así mismo en varios fallos la justicia obligó a varios medios de comunicación a rectificar para resarcir el buen nombre de María Luisa Piraquive.
El hecho fue un fuerte escándalo mediático con influencia social, religiosa y política, que llevó a que cientos de miles de ministerialistas marcharan a su favor de la pastora Piraquive, por las principales ciudades de Colombia.
Posteriormente, la dirigente religiosa llevó el caso a la Comisión Interamericana de Derechos Humanos al considerarlo un hecho de persecución religiosa.

## Distinciones y reconocimientos

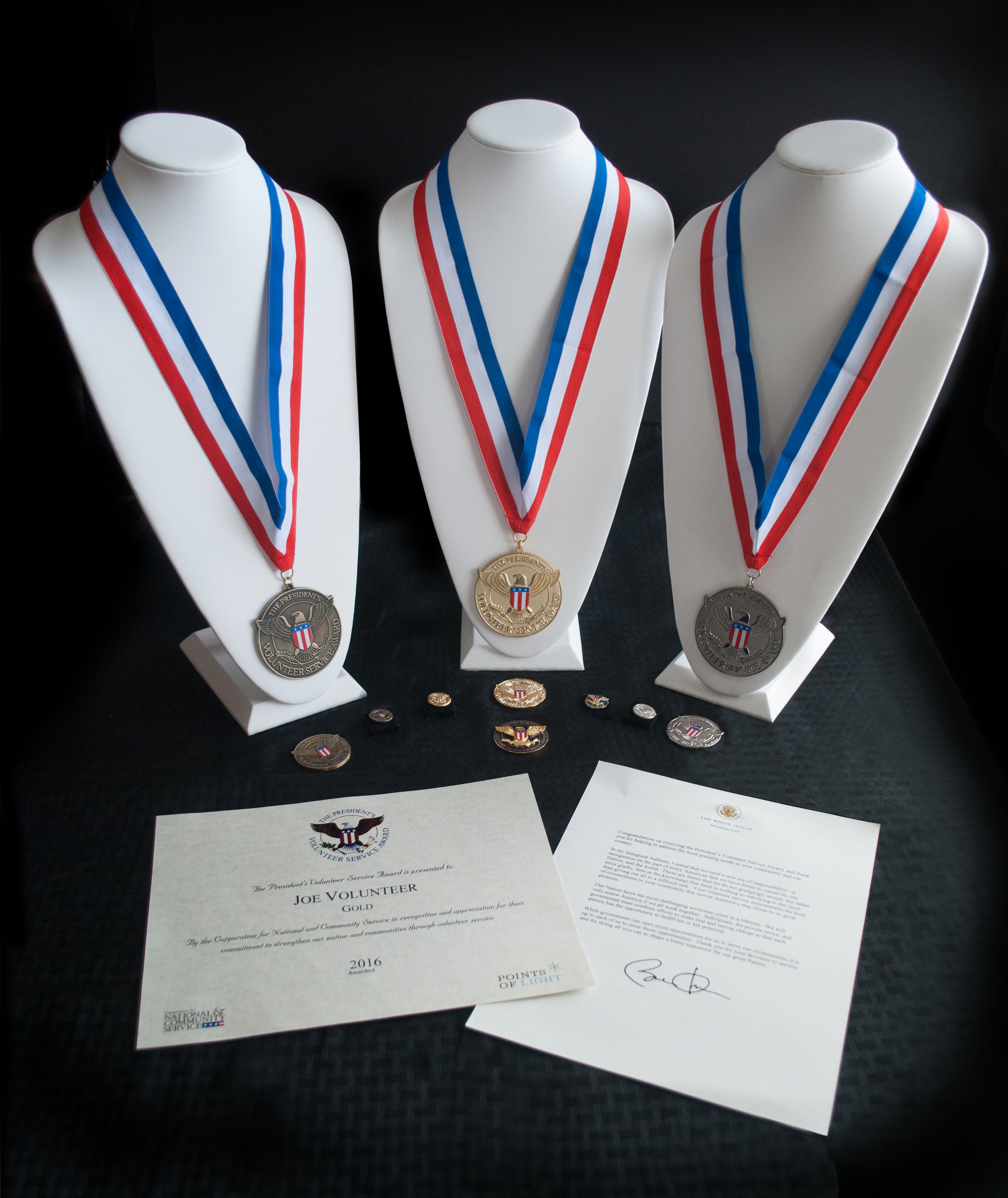
The President's Lifetime Achievement Award

| Denominación del reconocimiento                                                              | Emisor del reconocimiento                    | Año  |
| Orden de la Democracia Simón Bolívar                                                         | Cámara de Representantes de Colombia         | 2012 |
| Coreguaje de Oro a Ciudadana Ejemplar                                                        | Gobernación del Caquetá                      | 2012 |
| Alas de Esperanza                                                                            | Fuerza Aérea Colombiana                      | 2012 |
| Reconocimiento Especial por el aporte a la educación de las comunidades indígenas            | Alcaldía de Riohacha                         | 2013 |
| Ilustre Académico de Iberoamérica                                                            | Gobernacíon del Estado de Puebla             | 2014 |
| Reconocimiento por aportes humanitarios a la sociedad                                        | Alcaldía de Rioblanco (Tolima)               | 2017 |
| Orden al Mérito Ciudadano                                                                    | Gobernacíon de Risaralda                     | 2017 |
| Medalla al mérito Luis Carlos Galán Sarmiento, en la máxima categoría especial: Gran Medalla | Ministerio del Interior de Colombia          | 2022 |
| The President's Lifetime Achievement Award                                                   | Presidencia de los Estados Unidos de América | 2024 |
| Certificate of Recognition                                                                   | Alcaldía de Nueva York                       | 2025 |